# Ditassa fontellae
Ditassa fontellae là một loài thực vật có hoa trong họ La bố ma. Loài này được Marquete & C.Valente mô tả khoa học đầu tiên năm 1990.